# Allocosa nanahuensis
Allocosa nanahuensis là một loài nhện trong họ wolfspinnen (Lycosidae).
Loài này thuộc chi Allocosa. Allocosa nanahuensis được Badcock miêu tả năm 1932.